# Me'ir Šalev

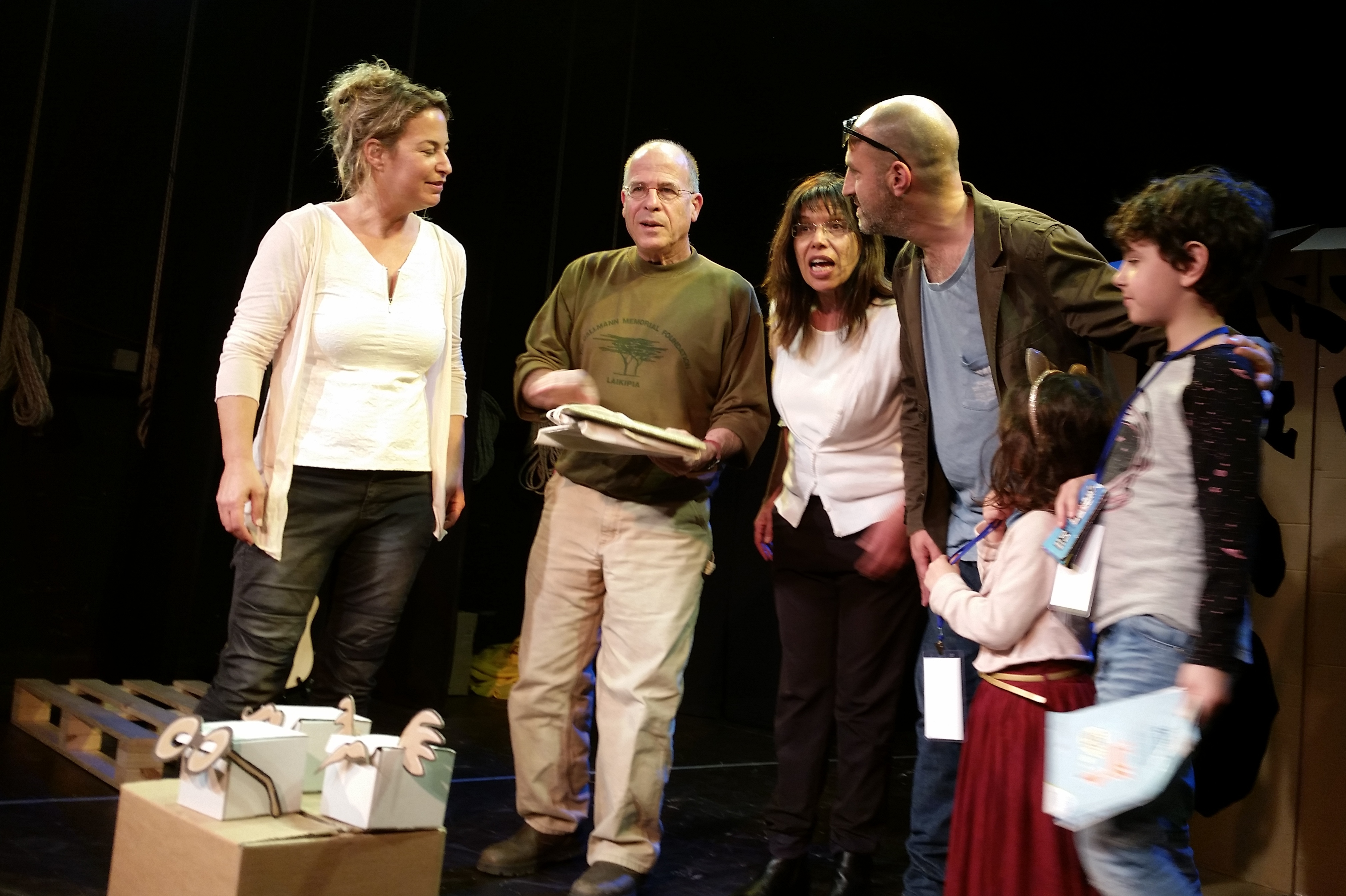
Meir Shalev and the theater performance team at the end of the play "Uncle Aaron and his Rain" which won the first prize at the Haifa International Children's Theater Festival in 2017

Me'ir Šalev (hebrejsky: מאיר שלו, narozen 29. července 1948 – 11. dubna 2023) byl izraelský spisovatel. V roce 2005 byl v internetové soutěži 200 největších Izraelců zvolen 42. největším Izraelcem všech dob.

## Biografie
Narodil se v mošavu Nahalal v severním Izraeli do rodiny básníka Jicchaka Šaleva. Když dospěl, přestěhoval se do Jeruzaléma, kde vystudoval psychologii na Hebrejské univerzitě. Po studiích se stal televizním a rozhlasovým moderátorem (moderoval například pořad Erev šabat na Kanálu 1). Jeho první román The Blue Mountain byl vydán v roce 1988.
Kromě fikce psal i beletrii a knihy pro děti. Mimo to má vlastní sloupek ve víkendové edici deníku Jedi'ot achronot, ve kterém satiricky komentoval vládní politiku a situaci v izraelské společnosti.

## Ocenění
- Juliet Club Prize (Itálie)
- Chiavari (Itálie)
- Entomological Prize (Izrael)
- WIZO Prize (Francie, Izrael, Itálie)
- Brennerova cena, nejvyšší izraelské literární ocenění, za knihu A Pigeon and a Boy

## Dílo

### Fikce
- 1988 – Roman rusi (Ruský román, ISBN 978-80-7407-134-8)
- 1991 – Esav (Ezau)
- 1994 – Ke-jamim achadim (Několik dní)
- 1998 – Be-bejto be-midbar (Doma na poušti)
- 2002 – Fontanelle
- 2006 – Jona ve-na'ar (Holub a chlapec) ISBN 978-0-8052-4251-5